# Harmonia Mundi
Harmonia Mundi – wytwórnia płytowa założona w 1958 roku w Paryżu przez Bernarda Coutaza, specjalizująca się w muzyce klasycznej. Jest najstarszą, niezależną wytwórnią muzyki klasycznej nieprzerwanie istniejącą.
Posiada pięć filii: w Stanach Zjednoczonych, Wielkiej Brytanii, Niemczech, Holandii i Hiszpanii. Wydała ponad 4000 tytułów muzyki dawnej, klasycznej i współczesnej.

## Historia

### XX wiek
Harmonia Mundi została założona przez Bernarda Coutaza w Paryżu w roku 1958 jest dziś najstarszą niezależną wytwórnią muzyki klasycznej nieprzerwanie istniejącą. W 1959 roku ukazało się pierwsze wydawnictwo wytwórni, Chants From The Slavonic Liturgy. W 1962 roku Coutaz przeniósł firmę do Saint-Michel de Provence. Za radą przyjaciół Carla de Nysa i Pierre'a Rochasa zaczął nagrywać zabytkowe organy Europy i tworzyć katalog oparty na repertuarze organowym. Zaczął również wydawać periodyk, Orgues historiques, którego poszczególne numery były poświęcone konkretnemu instrumentowi z dołączonym nagraniem prezentującym szczególne walory danego instrumentu.
Początkiem nowego etapu w historii Harmonia Mundi stało się spotkanie Coutaza z kontratenorem Alfredem Dellerem, do którego doszło w 1968 roku podczas koncertu tego ostatniego w Awinionie. Nawiązana wówczas współpraca trwała aż do śmierci Dellera w 1979 roku; pod jego auspicjami każdego lata w Luberon organizowano koncerty muzyki angielskiej, przyciągające wielu młodych muzyków, zwłaszcza René Jacobsa i Dominique'a Visse'a.
Począwszy od lat 70. Harmonia Mundi zaczęła wydawać nagrania muzyki renesansu i baroku, a jej firmowymi artystami zostali René Jacobs, William Christie i Philippe Herreweghe; dzięki ich nagraniom Harmonia Mundi stała się pionierem, jeśli chodzi o wykonywanie muzyki renesansu i baroku na instrumentach z epoki. W 1976 roku firma przejęła dystrybucję własnych nagrań. Cztery lata później rozpoczęła również dystrybucję nagrań innych wytwórni.
W roku 1981 w Londynie Harmonia Mundi otworzyła swoją pierwszą zagraniczną filię. W latach następnych otwarte zostały kolejne filie: w 1982 roku w Los Angeles i Heidelbergu, w 1986 w Barcelonie i w 1988 w regionie Beneluxu. W 1986 roku firma opuściła Luberon i założyła swoją siedzibę w Mas de Vert w Arles. Wobec stopniowego zaniku specjalistycznych sklepach płytowych we Francji Bernard Coutaz postanowił stworzyć pod szyldem Harmonia Mundi sieć firmowych sklepów detalicznych. Dzisiaj sieć ta obejmuje ponad 30 sklepów we Francji i trzy w Hiszpanii.
W 1988 roku wytwórnia otworzyła dział poświęcony dystrybucji książek, a w 1993 roku zakupiła wydawnictwo muzyczne i wytwórnię Le Chant du Monde.

### XXI wiek

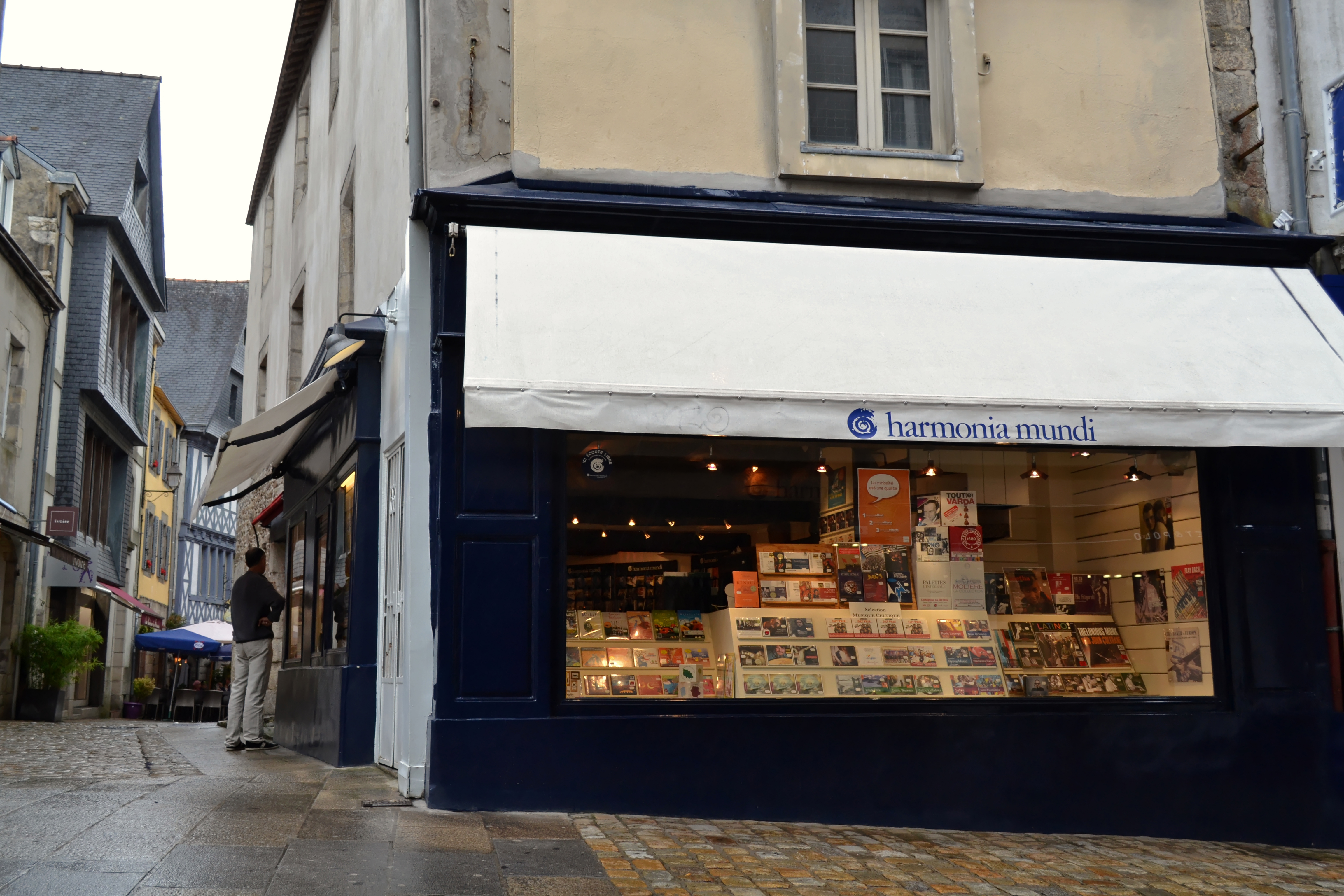
Sklep Harmonii Mundi w Quimper (2013)

26 lutego 2010 roku zmarł założyciel i prezes wytwórni, a obowiązki szefa firmy przejęła wdowa po nim, Eva Coutaz.
Obecnie w Mas de Vert, siedzibie międzynarodowej grupy obejmującej pięć spółek zależnych, pracuje ponad 100 osób, z których część zajmuje się również produkcją nagrań. Grupa jako całość zatrudnia prawie 300 osób. Obrót spółki wynosi około 63 miliony euro. Harmonia Mundi oferuje szeroki repertuar, począwszy od muzyki dawnej do muzyki XXI wieku, a dzięki swojej całkowitej niezależności finansowej w całości finansuje produkcję nagrań. Rocznie wydawanych jest ponad 60 nowych nagrań; w roku 2008 dwa nagrania wytwórni stały się bestsellerami:
- Beethoven Piano Sonatas. Vol. IV w wykonaniu Paula Lewisa, zdobywca miana Nagrania Roku (Record of the Year) w ramach Classic FM Gramophone Awards 2008;
- As Steals The Morn – zbiór arii solowych i scen na tenor skomponowanych przez Händla, a wykonanych przez Marka Padmore'a i The English Concert zwyciężył w kategorii vocal w ramach BBC Music Magazine Awards 2008[3].

## Działalność online
Obecnie dostępnych jest około 450 tytułów w formie cyfrowej za pośrednictwem ponad 100 oficjalnych platform pobierania plików na całym świecie, w tym iTunes i eMusic. Liderem sprzedaży cyfrowej w Europie jest Wielka Brytania, po której następują: Francja, Niemcy, Holandia i Belgia. Wielka Brytania jest także liderem europejskiej listy sprzedaży sprzedawców internetowych, mając około jednej trzeciej obrotów generowanych przez takie firmy jak: Amazon.com, MDT, HMV.com, Presto, Classical Music Shop, Bath Compact Discs i Crotchet.

## Artyści
W Harmonia Mundi nagrywają następujący artyści:

- Academy of Ancient Music
- Akademie für Alte Musik Berlin
- Anonymous 4
- Les Arts Florissants
- Jiří Bělohlávek
- Emmanuelle Bertrand
- Kristian Beuzenhaut
- Choir of Clare College Cambridge
- William Christie
- Cuarteto Casals
- Alfred Deller
- Richard Egarr
- Eesti Filharmoonia Kammerkoor
- Isabelle Faust
- Bernarda Fink
- Freiburger Barockorchester
- Matthias Goerne
- Gottfried von der Goltz
- Werner Güra
- Philippe Herreweghe
- Pablo Heras-Casado
- Paul Hillier
- René Jacobs
- Paul Lewis
- Bejun Mehta
- Aleksander Mielnikow
- Petra Müllejans
- Paul O'Dette
- Mark Padmore
- Javier Perianes
- Alain Planès
- Josep Pons
- Jean-Guihen Queyras
- Daniel Reuss
- RIAS Kammerchor
- Andreas Scholl
- Andreas Staier
- Maurice Steger
- Stile Antico
- Alexandre Tharaud
- Tokyo String Quartet
- Trio Wanderer